# Теснота
Теснота — дебютный полнометражный драматический фильм 2017 года российского кинорежиссёра Кантемира Балагова.

## Сюжет
1998, Нальчик, Северный Кавказ, Россия. 24-летняя Илана работает в отцовском гараже. Однажды вечером вся большая семья с друзьями празднует помолвку младшего брата Иланы Давида. Позже ночью молодую пару похищают, потребовав за них выкуп. В отчаянии семья обращается за помощью в общину, но собранных денег недостаточно. В этом сплочённом еврейском местечке никто не пойдёт в милицию, но необходимо найти деньги. Еврей-ростовщик соглашается помочь, но на деле оказывается, что под помощью он подразумевает покупку автомастерской семьи по заниженной цене, пользуясь их тяжёлым положением. Илана возмущается, но родители не позволяют ей вступиться и прогоняют прочь. Позже выясняется, что продав гараж и товары, которыми торговала мать Иланы, родители собираются выдать её замуж за Рафу, парня, ранее проявлявшего к ней интерес, но не вызывающего симпатии у самой Иланы, чтобы получить деньги от его семьи в качестве свадебного подарка. Взбешённая, она занимается сексом с кабардинцем Залимом, в которого влюблена, и на сватании бросает окровавленный платок на стол перед родителями Рафы и самим женихом. Семья Рафы, несмотря на нанесённое оскорбление, всё же отдаёт деньги, необходимые для выкупа Давида и его невесты, но своими действиями Илана навлекла позор уже на свою семью. Из-за этого, после того как она выкупает Давида, семья вынуждена покинуть родной дом и переехать в Воронеж к родственникам. Давид же решает остаться, идя наперекор воле родителей, как до этого пошла Илана. Сама девушка, расставшись с Залимом, уезжает с родителями. В финале отец, мать и Илана всё же обедают вместе на пути из гор.
В концовке перед титрами на экране появляются слова «И ничего больше о судьбе этих людей я не знаю», оставляя финал открытым для интерпретации.
В фильме транслируются видео со сценами насилия: чеченцы режут глотки пленным российским солдатам.

## В ролях
| Актёр           | Роль  |
| --------------- | ----- |
| Дарья Жовнер    | Ила   |
| Ольга Драгунова | Адина |
| Вениамин Кац    | Давид |
| Назир Жуков     | Залим |
| Артем Цыпин     | Ави   |
| Михаил Амбург   | Моше  |

## Производство
Сюжет второго полнометражного для Балагова фильма основан на реальной истории, произошедшей на его родине. Картина снималась некоммерческим фондом Александра Сокурова по поддержке кинематографа «Пример интонации» совместно с киностудией «Ленфильм» на средства Общественного фонда Владимира Смирнова, практически без финансовой помощи государства, не считая поддержки Комитета по культуре Санкт-Петербурга. Как отмечал Балагов, если бы не Сокуров и его фонд «Пример интонации» — «этого фильма просто не было». В картине сыграли как обычные люди, так и профессиональные актёры из Нальчика, Москвы и Санкт-Петербурга. Производство картины началось в сентябре 2016 года. Основные интерьерные съёмки прошли в Санкт-Петербурге, а натура снималась в Нальчике, в еврейском квартале. Фильм был снят в «немом» формате 1,33:1 (4:3), что по словам Балагова, позволило ему максимально сконцентрировать сюжет на герое, на человеке, «чтобы у зрителя абсолютно все вызывало это ощущение тесноты: свет, звук, монтаж, чтобы внутри кадра было тесно». Название картины — «Теснота», по словам режиссёра, «охватывает все понятия тесноты», в том числе «личный эгоизм, и теснота традиций, теснота внутренних рамок, менталитетов, и теснота территориальная, когда двум народам не хватает места».

## Показы и критика
В 2017 году картина вошла в программу «Особый взгляд» на Каннском кинофестивале. Президент кинофестиваля Тьерри Фремо описал это событие как «возрождение киноиндустрии» в России, а сам Балагов отметил, что «очень важно для молодого человека — попасть с первым фильмом на Каннский фестиваль, неважно, в какую программу», добавив, что, возможно, это участие «как-то сподвигнет российское кинопроизводство сместить акцент с центральной части России все-таки на регион Северного Кавказа». Изначально хронометраж фильма составлял 2 часа 30 минут, но после просмотра на большом экране в Каннах Балагов решил его ещё сократить — до 118 минут.
Не ведал мир таких идиллий!
Народ, овации готовь!
Россию в Каннах наградили 
За «Тесноту» и «Нелюбовь».
24 мая в Каннах прошёл фотоколл актёров и съёмочной команды фильма, на котором Балагова поддержал Колин Фаррелл. В тот же день картина была показана на фестивале, где была встречена овациями, а 25 мая представлена в Российском павильоне фестиваля. 27 мая жюри премии во главе с Алисой Саймон объявило, что «Теснота» получила приз Международной федерации кинопрессы — ФИПРЕССИ совместно с фильмами «120 ударов в минуту» Робена Кампийо и «Фабрика ничего» Педро Пиньо. На церемонии награждения Балагов сказал «спасибо, что позволили этой истории дотронуться до вас, что не отвернулись от этого. Очень надеюсь, что эта награда повлияет на создание кинематографа на Северном Кавказе». «Теснота» также претендовала на приз «Особый взгляд» и приз за лучший режиссёрский дебют «Золотая камера». Примечательно, что другой российский фильм — «Нелюбовь» режиссёра Андрея Звягинцева — получил приз жюри, вторую по значимости награду Канн.

Работа Балагова стала фаворитом программы «Особый взгляд» и была высоко оценена кинокритиками. 
«Теснота» ненамеренно перекликается с фильмом «Нелюбовь» Звягинцева, такой же частной драмой и диагнозом обществу, однако ощущения того, что это «чернуха» — не складывается, наоборот — это картина о переживающих друг за друга хороших людях, «о преодолении тесноты, о жажде освобождения от любых гетто, стереотипов и категорий», то есть, «от социального расслоения, от национальной или религиозной самоидентификации и даже от семьи и родного дома, когда в них становится тесно»  — Антон Долин.
«Теснота» — это «оптимистическая, гуманистическая история про торжество человечности над нечеловеческими обстоятельствами», у которой можно не заметить «мелких огрехов — и режиссёрских, и особенно сценарных», так как «не каждый день появляется автор, способный заставить с волнением вглядываться в огоньки нальчикской дискотеки». Однако, сам Балагов считал, что «большинству фильм не понравится, и мне кажется, даже на моей родине, на Северном Кавказе, фильм не примут». При этом о прокате своей картины в России он тогда не задумывался  — Станислав Зельвенский.
Российская премьера фильма состоялась в рамках конкурсной программы на 28-м фестивале «Кинотавр», прошедшего в Сочи с 7 по 14 июня 2017 года. По оценке Долина, «из всех дебютных картин самые большие ожидания связаны с „Теснотой“». Балагов получил за свой фильм на «Кинотавре» приз «За лучший дебют» и приз гильдии киноведов и кинокритиков России им. Даниила Дондурея. Также «Теснота» была показана в рамках международного конкурса на XI кинофестивале «Зеркало», совпавшего с 85-летием Андрея Тарковского и прошедшего в Иваново с 13 по 18 июня 2017 года. Фильм Балагова удостоился Гран-при фестиваля, разделив его с картиной китайского режиссёра Фэн Сяогана «Я не мадам Бовари».
«Теснота» была показана в программе «CineVision» на Мюнхенском кинофестивале, прошедшем с 22 июня по 1 июля 2017 года. На 8-м Одесском международном кинофестивале, который прошёл с 14 по 22 июля 2017 года, фильм «Теснота» был показан в рубрике «Фестиваль Фестивалей». 3 августа 2017 года фильм вышел в российский прокат. «Теснота» рассматривалась в качестве кандидата в претенденты от России на премию «Оскар» в номинации «Лучший фильм на иностранном языке», однако в итоге Российский оскаровский комитет выдвинул фильм «Нелюбовь». «Теснота» была показана на 30-м международном кинофестивале «Любовь и анархия», прошедшем с 14 по 24 сентября в Хельсинки, а с 22 по 30 сентября — на 65-м кинофестивале в Сан-Себастьяне. С 19 по 26 ноября картина показывалась на «Неделе русского кино» в Лондоне.
6 марта 2018 года фильм был номинирован на кинопремию «Ника» в пяти номинациях, тогда как «Нелюбовь» Звягинцева — в шести, а фильм «Аритмия» режиссёра Бориса Хлебникова — в рекордных семи. «Теснота», как и «Нелюбовь», не получила ни одной награды, в чём критики усмотрели конформизм, консерватизм и гражданскую пассивность со стороны киноакадемиков.
В опросе 30 российских кинокритиков, проведённом srsly.ru, фильм занял 2—3 места с пятью упоминаниями среди лучших российских фильмов, снятых в 2010—2019 годах.

## Награды и номинации
| Премия                                    | Год  | Категория                                                         | Номинант                     | Результат | П.            |
| ----------------------------------------- | ---- | ----------------------------------------------------------------- | ---------------------------- | --------- | ------------- |
| Каннский кинофестиваль                    | 2017 | Приз ФИПРЕССИ                                                     | «Теснота»                    | Победа    | [ 54 ]        |
| Каннский кинофестиваль                    | 2017 | Приз «Особый взгляд»                                              | «Теснота»                    | Номинация | [ 55 ]        |
| Каннский кинофестиваль                    | 2017 | Приз «Золотая камера»                                             | «Теснота»                    | Номинация | [ 56 ]        |
| Кинофестиваль «Кинотавр»                  | 2017 | Приз «За лучший дебют»                                            | «Теснота»                    | Победа    | [ 57 ]        |
| Кинофестиваль «Кинотавр»                  | 2017 | Приз гильдии киноведов и кинокритиков России им. Даниила Дондурея | «Теснота»                    | Победа    | [ 57 ]        |
| Кинофестиваль «Зеркало»                   | 2017 | Гран-при                                                          | «Теснота»                    | Победа    | [ 58 ]        |
| Мюнхенский кинофестиваль                  | 2017 | CineVision Award                                                  | «Теснота»                    | Номинация | [ 59 ]        |
| Кинофестиваль «Меридианы Тихого»          | 2017 | Гран-при за лучший полнометражный фильм                           | «Теснота»                    | Победа    | [ 60 ]        |
| Кинофестиваль «Меридианы Тихого»          | 2017 | Приз за лучшую женскую роль                                       | Дарья Жовнер                 | Победа    | [ 60 ]        |
| Кинофестиваль в Сан-Себастьяне            | 2017 | Премия Сабалтеги-Табакалера                                       | «Теснота»                    | Номинация | [ 61 ]        |
| «Неделя русского кино»                    | 2017 | Лучший новый талант                                               | Дарья Жовнер                 | Победа    | [ 62 ]        |
| «Ника»                                    | 2018 | Лучший игровой фильм                                              | «Теснота»                    | Номинация | [ 63 ] [ 64 ] |
| «Ника»                                    | 2018 | Лучшая режиссёрская работа                                        | Кантемир Балагов             | Номинация | [ 63 ] [ 64 ] |
| «Ника»                                    | 2018 | Лучшая сценарная работа                                           | Кантемир Балагов, Антон Яруш | Номинация | [ 63 ] [ 64 ] |
| «Ника»                                    | 2018 | Лучшая женская роль                                               | Дарья Жовнер                 | Номинация | [ 63 ] [ 64 ] |
| «Ника»                                    | 2018 | Открытие года                                                     | Кантемир Балагов, «Теснота»  | Номинация | [ 63 ] [ 64 ] |
| Кинопремия «Восток — Запад. Золотая арка» | 2018 | Лучший игровой полнометражный фильм                               | «Теснота»                    | Номинация | [ 65 ] [ 66 ] |
| Кинопремия «Восток — Запад. Золотая арка» | 2018 | Лучший режиссёр                                                   | Кантемир Балагов             | Номинация | [ 65 ] [ 66 ] |
| Кинопремия «Восток — Запад. Золотая арка» | 2018 | Лучший сценарий                                                   | Кантемир Балагов, Антон Яруш | Номинация | [ 65 ] [ 66 ] |
| Кинопремия «Восток — Запад. Золотая арка» | 2018 | Лучшая женская роль второго плана                                 | Ольга Драгунова              | Победа    | [ 65 ] [ 66 ] |
| Кинопремия «Восток — Запад. Золотая арка» | 2018 | Лучшая женская роль                                               | Дарья Жовнер                 | Победа    | [ 65 ] [ 66 ] |